# Alosa puput grossa
L'alosa puput grossa (Alaemon alaudipes) és una espècie d'ocell de la família dels alàudids (Alaudidae) adaptat a viure en hàbitats molt àrids del Vell Món.

## Morfologia
- Amb 18 – 23 cm de llargària i 33 – 41 cm d'envergadura, és una alosa gran, amb potes llargues i cos esvelt, i un distintiu bec llarg i corbat.
- Color general gris sorra. Pit estriat i ventre blanc. Gropa clara.
- En vol són notables les ales de colors blanc i negre.
- A la cara hi ha taques fosques, que inclouen una línia ocular i una altra des de la part posterior del bec cap arrere.
- La femella és lleugerament més petita.[2]

## Alimentació
Cacen en solitari una gran varietat d'insectes, amb predilecció per les larves dels Tenebriònids, que cerquen gratant la sorra amb el bec. Se'ls ha vist menjant els cossos fructífers de determinats fongs.

## Reproducció
Es reprodueixen després de les primeres pluges i en anys molt secs poden no reproduir-se. Fan un niu en forma de tassa en un arbust, al contrari que la major part de les aloses que nien en terra. Allí ponen 2 – 4 ous que els dos pares fan torns per covar. Els joves poden córrer ràpidament abans de poder volar. La femella pot dur a terme exhibicions de distracció quan el jove o el niu es veuen amenaçats.

## Hàbitat i distribució
Habita deserts i zones semi-desèrtiques des de les illes de Cap Verd, la major part del nord d'Àfrica i a través de la península Aràbiga fins a Síria, Afganistan, Pakistan i l'Índia. És un ocell sedentari però pot fer moviments erràtics.

## Llista de subespècies
Se n'han descrit quatre subespècies:
- Alaemon alaudipes alaudipes (Desfontaines) 1789, Zones desèrtiques d'Àfrica nord-occidental.
- Alaemon alaudipes boavistae Hartert 1917. Illes de Cap Verd.
- Alaemon alaudipes desertorum (Stanley) 1814. Zona costanera del Sudan, Somàlia i Aden.
- Alaemon alaudipes doriae (Salvadori) 1868. Zona oriental de la península Aràbiga, l'Iraq, Iran i nord-oest de l'Índia.